# Powiat de Choszczno
Le powiat de Choszczno (en polonais : powiat choszczeński) est un powiat appartenant à la voïvodie de Poméranie occidentale dans le nord-ouest de la Pologne.

## Division administrative

Carte du powiat

Le powiat de Choszczno comprend 6 communes :
- 4 communes urbaines-rurales : Choszczno, Drawno, Pełczyce et Recz ;
- 2 communes rurales : Bierzwnik, Krzęcin.